# Blues in Italia

## La storia

### Prima diffusione
La musica blues si è cominciata a conoscere in Italia nella prima metà del Novecento, una delle prime canzoni italiane, nel 1919, si intitola proprio Scettico blues.
Durante il fascismo la musica straniera, soprattutto quella afroamericana, era mal vista. «Mussolini aveva proibito la diffusione della musica americana e del jazz. Però era difficile impedire tutto. Così i grandi classici potevano circolare a patto… di essere eseguiti da orchestre italiane e con titoli italiani: ecco perché 'Saint Louis Blues' diventò 'Tristezze di San Luigi!'». Le Tristezze di San Luigi furono incise da Natalino Otto e dal Trio Lescano.
La diffusione subì quindi un forte rallentamento, fino alla fine della Seconda Guerra Mondiale quando si diffuse sul territorio nazionale grazie soprattutto alla presenza di soldati statunitensi ed ai dischi da loro importati dalla madrepatria. Nel 1945 Big Bill Broonzy tenne un concerto per le truppe americane di stanza in Italia al Teatro Reposi di Torino; nel 1956 incise 4 brani a Milano, pubblicati poi su un EP e fece apparizione televisive registrate presso gli studi Rai della Fiera dove interpretò Trouble in Mind e Blackwater Blues.
Negli anni settanta, alcuni musicisti blues statunitensi e britannici, come Andy J. Forest, Cooper Terry e Dave Baker, si trasferirono in Italia, contribuendo alla diffusione del genere.
Tra le etichette specializzate si segnala la reggiana Kayman Records che ha promosso artisti soprattutto della scena padana immortalata poi dal regista Giuseppe Bertolucci nel film documentario Viaggio sul Po nell'episodio Quando il fiume suona il blues.

### Artisti
Gli artisti che hanno dato un grande contributo alla diffusione del blues negli ultimi anni sono l'armonicista Fabio Treves con la sua Treves Blues Band, Roberto Ciotti, Rudy Rotta, Guido Toffoletti con la sua Blues Society, Maurizio "Gnola" Glielmo, i Blue Stuff, Fabrizio Poggi (candidato ai Grammy Awards  ) con i Chicken Mambo,Pino Scotto, Giancarlo Crea & Model T Boogie, Lorenz Zadro, Lello Panico, Vince Vallicelli, Joe Caruso, Pino Liberti, Pippo Guarnera, Mollica, Lovesick Duo, Riccardo Grosso, Max Lazzarin, Carmine Migliore, Oracle King, Don Leone, Cocco e Bisson, Angelo "Leadbelly" Rossi, Paolo Bonfanti, Matteo Sansonetto e Nick Becattini.
Tra le donne Mina, Mietta, Aida Cooper, Irene Fornaciari, Nina Zilli, Noemi e Linda Valori.
Zucchero e Pino Daniele
Meritano un discorso a parte Pino Daniele e Zucchero Fornaciari. I due cantanti hanno raggiunto elevati livelli di popolarità e successo commerciale, a differenza di tutti gli altri musicisti italiani che al blues si sono dedicati, anche in ragione del fatto che entrambi hanno integrato la matrice blues della loro musica con quella della musica leggera propria della tradizione italiana. Il risultato che ne è scaturito, seppur con due direzioni differenti, è un blues mediterraneo ed innovativo, capace di mescolare caratteri della cultura italiana e dei dialetti dei territori d'origine dei due musicisti, Napoli e la Pianura Padana, con il blues tradizionale.
Entrambi sono stati capaci, grazie a questa commistione con musica d'autore e pop, di far conoscere al grande pubblico alcuni aspetti di un genere che, fino ad allora, poteva essere considerato "di nicchia". Da menzionare, seppur in maniera ridimensionata rispetto ai due, hanno contribuito alla diffusione del blues anche Andrea Mingardi, Enzo Avitabile, Edoardo Bennato e James Senese.

## La promozione del genere

### Riviste
Negli anni ottanta sono nate alcune riviste dedicate al blues o riviste di musica che gli dedicavano spazio come il Mucchio Selvaggio, nato nel 1977, il Buscadero nato nel 1980 e Hi, Folks! (rivista di musica acustica) in edicola nell'aprile del 1983 e diventata poi Jam. Nel 1982 è nata la rivista trimestrale "Il Blues", che tuttora è l'unica rivista italiana interamente dedicata a questa musica. In quegli anni si è verificata una vasta serie di tournée in Italia di musicisti blues sia americani che inglesi, ad ulteriore diffusione di tale musica (Mike Bloomfield, Jorma Kaukonen, James Cotton, B.B. King, Alexis Korner).

### Festival

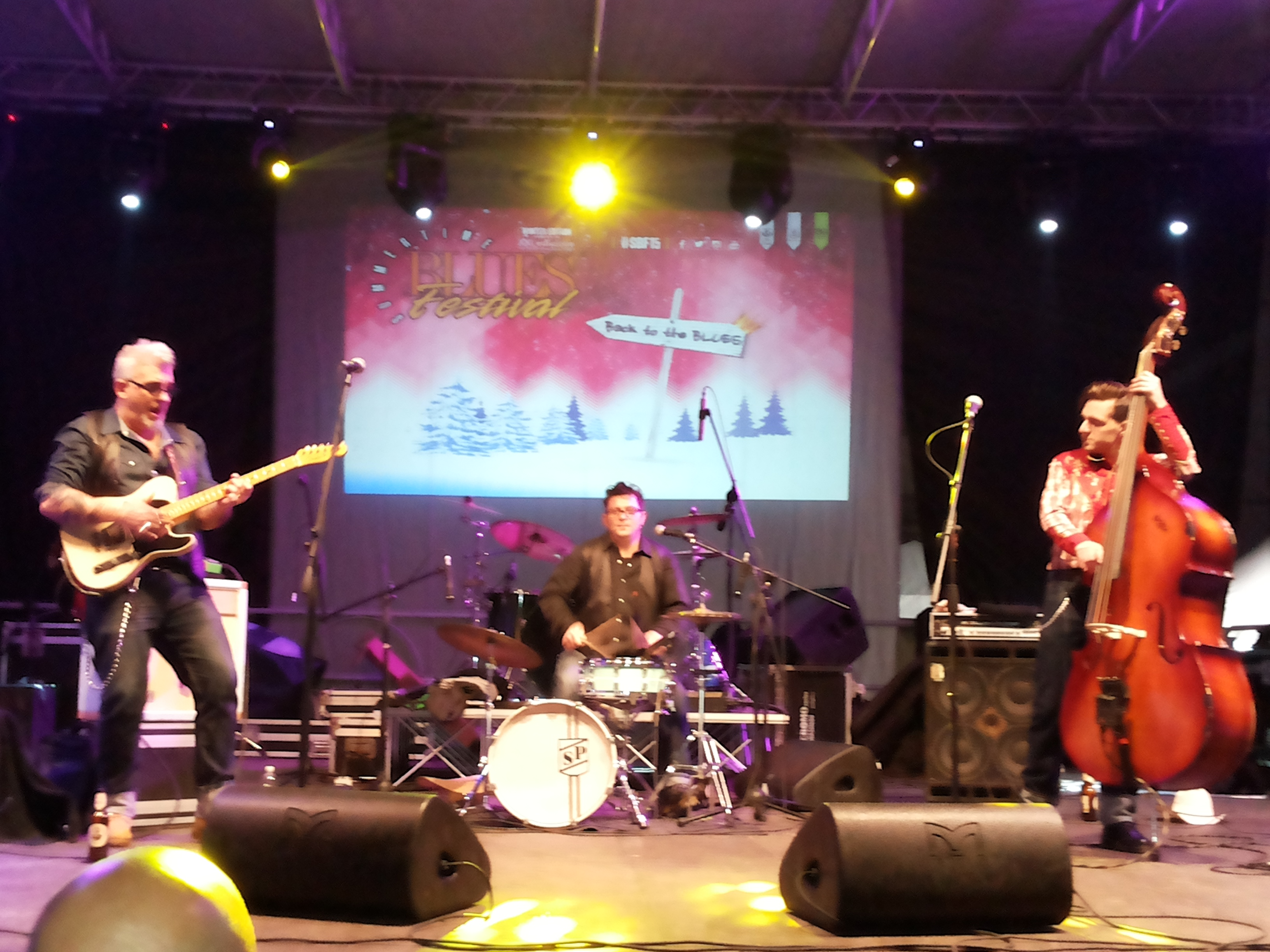
Concerto dal vivo durante la XXI edizione del Summertime Blues Festival, ad Alcamo.

Altrettanto importante è stato il contributo di festival quali:
- Baronissi Blues Festival di Baronissi (SA)
- Blues Made In Italy di Cerea
- San Severino Blues nella città di San Severino Marche (MC)
- Pistoia Blues Festival nato nel 1980
- Liri Blues la cui prima edizione risale al 1988
- Delta Blues, dal 1989
- Pignola in Blues, dal 1996
- Torrita Blues
- Rocce Rosse Blues
- Trasimeno Blues
- Etna Blues
- Molinara Crossroads
- Summertime Blues Festival di Alcamo

Negli ultimi anni sono imposti all'attenzione degli appassionati:
- Villa Pigna Blues Festival (Folignano AP)

- Dogana Blues Festival di Flumeri (Av)
- Rootsway Festival di Parma
- Bitonto Blues Festival di Bitonto (BA)
- Castel San Pietro in Blues
- Calabria Blues Passion Memorial Marco Fiume/, nato nel 2003 a Rossano (CS)
- Tropea Blues Festival
- Subiaco RockBlues Festival
- Lepini Blues Festival, nato a Carpineto Romano nel 1993
- Accadia Blues
- Narcao Blues in Sardegna
- Blues in Idro di Milano
- Macchia Blues in Molise
- Campania Blues Festival
- Blues in Town festival di Policoro
- Black & Blue Festival di Varese
- Bluesacco Festival di Ponsacco
- Blues & Soul Festival di Sestri Levante
- Manfredonia Blues Festival
- Capo d'Orlando Blues Festival, dal 1994 arrivato alla 21ª edizione.
- Aglientu Summer Blues Festival in Sardegna
- An Evening with the Blues, si tiene da 2011 al teatro di San Giacomo vicino a Bolzano
- Donne Jazz in Blues di Bertinoro, dal 2007, nel cuore della Romagna.
- MarcianiseBluesFestival dal 2019